# Albin Poznik
Albin Poznik, slovenski politik, odvetnik in kulturni aktivist,  župan Novega mesta * 30. marec 1845,  Škocjanu v Podjuni, † 23. februar 1915, Novo mesto. 
Bil je med prvimi voditelji slovenskega narodnostnega gibanja v 19. stoletju. Imenovali so ga tudi »oče koroških Slovencev«.

## Življenje
Poznik je bil rojen v učiteljski družini v Škocjanu v Podjuni na Koroškem. Študij prava je opravil v Gradcu, kjer je doktoriral. Kot notarski pripravnik je začel delati pri dr. Valentinu Pavliču v Velikovcu.  Dne 20. septembra 1869 je bil predsednik začasnega odbora, 27. decembra 1869 pa predsednik celovškega slovenskega političnega združenja »Trdnjava«, narodnoliberalne usmeritve t.i. »mladoslovencev«. V marcu 1870 je odprl v Bačah zborovanje, ki je bilo takoj prepovedano in prekinjeno, ter dosegel odpravo prepovedi in izvedbo zborovanja 18. aprila 1870 v Bistrici ob Pliberku, kateremu je tudi predsedoval.  Prav tako je dosegel ukinitev uredbe okrajnega glavarstva v Velikovcu o zavrnitvi izvedbe slovenskega tabora.
Poznik je bil soorganizator prvega sloveskega tabora 31. julija 1870 v Bistrici ob Pliberku in govornik na drugem taboru v Žopračah 18. septembra 1870. V nasprotju s prizadevanji Andreja Einspielerja za skupno nemško-slovensko konzervativno stranko, je Poznik zagovarjal neodvisno politično zastopstvo na Koroškem. Prav tako je deloval,  da je bila centralna zahteva na Taborih vezava Slovencev v  eni federalni kraljevini močne Habsburške monarhije t.i. Zedinjena Slovenija, v kateri za Koroško (kot tudi ostale kronske dežele s slovenskim prebivalstvom) ne bo omejitev za narodnokulturne in politične zadeve (kot je rekel: Kitajskega zidovja ne bodemo delali.) Njegov odhod iz Koroške, kjer posledično ni mogel najti stalne zaposlitve, ki se je zgodila poleti leta 1871, je pomenil tudi konec Združenja »mladoslovencev« Trdnjava v deželi. 
Poznik je svoje pravniška leta končal na Kranjskem, kjer je diplomiral leta 1875, opravil odvetniški in sodniški izpit ter bil v letih 1876-80 sodni pomočnik v Vipavi. Od sredine leta 1880 je bil notar v Novem  mestu, kjer je postal narodno-politični aktivist. Leta 1881 je bil predsednik Slovenske čitalnica, v obdobju 1882-1902 pa občinski svetnik. Poznik je bil tudi vodja oddelka za splošne gospodarske zadeve Okraja Novo mesto in vodil novoustanovljeno Hranilnico. 
Leta 1884 je bil prvič izvoljen za  župana in je to funkcijo opravljal do 1891.  Kot župan Novega mesta 1884-91 si je pridobil velike zasluge za slovenščino v Novem mestu, razširil slovenski Narodni dom, polepšal mesto, zgradil ceste in železnico v Belo Krajino in končno prejel častno meščanstvo mesta Novo mesto.

## Zapuščina
Poznik se je poskusil tudi v pisanju. Poznani sta njegovi deli »Poklic in naloga notarja«; objavjeno 1880 in nedokončano gledališko delo iz leta 1870 z naslovom »Listonoša ali ljubezen je slepa«.